# 샌프란시스코 강화조약
샌프란시스코 강화조약( - 講和條約, 영어: Treaty of San Francisco, Treaty of Peace with Japan, San Francisco Peace Treaty, 일본어: 日本国との平和条約 니혼코쿠토노헤이와조야쿠[*]→일본국과의 평화 조약)은 1951년 9월 8일 미국 샌프란시스코 전쟁기념 공연예술 센터에서 맺어진 일본과 연합국 사이의 평화 조약이다. 1951년 9월 8일 미국 샌프란시스코에서 48개국이 참가하여 서명하여 1952년 4월 28일에 발효되었다. 조약의 발효로 연합군 최고사령부에 의한 일본의 군정기가 끝나고, 일본은 주권을 회복하였다. 이 조약에 의거해 설계된 국제 질서를 샌프란시스코 체제라고 한다.

## 참가국
해당 회담에는 미국, 소련, 영국, 일본, 프랑스, 네덜란드, 룩셈부르크, 노르웨이, 체코슬로바키아, 폴란드, 그리스, 베트남국, 캄보디아, 라오스 왕국, 필리핀, 인도네시아, 스리랑카, 파키스탄, 이란 제국, 이라크 왕국, 사우디아라비아, 터키, 시리아 공화국, 레바논, 캐나다, 멕시코, 과테말라, 코스타리카, 온두라스, 엘살바도르, 니카라과, 파나마, 쿠바, 아이티, 도미니카 공화국, 콜롬비아, 베네수엘라, 에콰도르, 페루, 볼리비아, 브라질, 파라과이, 우루과이, 아르헨티나, 칠레, 에티오피아 제국, 라이베리아, 남아프리카 연방, 호주, 뉴질랜드가 참석했다.

## 미참가국
인도, 버마 및 유고슬라비아도 초대되었지만, 참가하지 않았다. 인도는 조약의 일부 조항이 일본에 대한 주권과 자국의 독립을 제한한다고 여겼다. 인도는 1952년 6월 9일 《일본과 인도 간 평화조약》이라는 별도의 조약을 맺었다. 중화인민공화국과 중화민국은 영국과 미국의 견해 차이로 초대받지 못했다.
한국은 대한민국과 조선민주주의인민공화국 중 어디가 한국 전체를 대표하는지의 문제로 초청 대상국이 아니였다. 이탈리아는 반파시스트주의자인 피에트로 바돌리오 내각이 종전 직전인 1945년 7월 14일에 대일 선전포고를 하였지만, 초대받지 못했다. 파키스탄은 제2차 세계대전 당시에는 국가로서 존재하지도 않았음에도 불구하고, 일본과 항쟁을 벌인 영국령 인도를 계승했다는 이유로 초대를 받았다. 포르투갈은 전쟁 당시 자국의 영토였던 동티모르가 일본에 침략을 당했으나, 전쟁에서 중립을 유지해 초대받지 못했다.

### 소련의 반대
소련은 외무부 차관보인 안드레이 그로미코가 이끄는 협상단이 샌프란시스코 회담에 참가했다. 회담 시작부터 소련은 미국과 영국이 준비한 조약의 초안에 반대의 목소리를 높였다. 소련 협상단은 여러 차례 회담의 진행을 지연시키려 했지만, 좌절되었다. 소련의 반대는 조약체결일인 1951년 9월 8일의 그로미코의 연설로 구체화되었다. 이 연설에는 소련은 조약에 일본의 군대 창설을 막을 장치가 없다는 점, 사회주의 중국이 일본 침략의 주요 피해자임에도 초대받지 못했다는 점, 조약이 준비될 때 소련과 적절한 상의를 거치지 않았다는 점, 조약에서 일본을 미군 기지로 삼았다는 점과 일본을 소련에 대항할 미군의 연합국으로 삼았다는 점, 조약이 별개의 평화조약이라는 점, 조약이 대만을 비롯한 여러 섬에 대한 중화인민공화국의 권리를 침해했다는 점, 미국이 적법한 영유권을 가지지도 않았는데도 불구하고 미국에 일본의 여러 섬이 할양되는 점, 처음 초안은 얄타 회담을 위반해 남 사할린과 쿠릴 열도에 대한 소련의 주권을 인정하지 않았었던 점 등의 이유를 들어 조약에 대한 반대의 목소리를 높였다. 소련과 일본은 1956년 10월 19일이 되어서야 종전에 관한 연합 선언에 서명하고, 외교 관계를 복원하였다.

### 중화인민공화국의 반대
제2차 세계 대전이 끝난 후 지속된 국공 내전으로 분단국가가 된 중국의 어느 정부를 대표로 초청해야 하는 지에 대한 논란이 회담 준비자들을 딜레마로 몰아넣었다. 미국은 중화민국(타이베이 정부)을 대표로 초청하기를 원했지만, 영국은 중화인민공화국(베이징 정부)을 대표로 초청하길 원했다. 결국 접점을 찾지 못한 잠정적인 타협안으로 양측 모두가 초청되지 못하였다.
1951년 8월 15일과 9월 18일에 중화인민공화국은 이 조약이 불법이며, 승인되어서는 안된다고 비난하였다. 협상에서의 총체적인 배제 이외에도, 중화인민공화국은 남태평양에 있는 파라셀 제도와 스프래틀리 군도 그리고 둥사 군도가 자국의 일부라는 영유권을 주장했다. 조약에는 이러한 여러 섬들이 아예 언급조차 되지 않았거나, 둥사 군도의 경우에는 유엔에 인도를 하는 내용이 있었다.

### 초대받지 못한 한국
6.25 전쟁이 한창이던 1951년 9월 미국과 일본은 샌프란시스코 강화조약을 체결하여 양국이 동맹 관계에 들어설 수 있는 기반을 마련하였다. 미국은 강화조약을 통해 한국전쟁으로 본격화된 냉전에서 소련을 비롯한 공산주의 국가를 견제하는 전략적 요충지를 확보하고자 하였다. 일본은 이를 통해 피점령 상태에서 벗어나 서방 세계의 일원이 되는 계기를 마련하게 되었다. 그러나, 일본의 침략으로 인해 피해를 입은 아시아 각국이 반발하는 가운데 이루어진 연합국과 일본만의 강화조약 비준은 전후 보상 문제의 해결이나 아시아 각국과 일본 간의 국교 정상화 같은 문제는 덮어둠으로써 이후 외교적 분쟁의 원인이 되었다. 교전국이 아니라 일본제국의 식민지라는 지위였던 대한민국과 조선민주주의인민공화국은 강화 조약에 초대 받지 못하였다. 

### 기타
소련, 폴란드, 체코슬로바키아 등은 조약 체결 및 승인 자체를 거부하였고, 인도네시아, 필리핀 등은 샌프란시스코 강화 조약과 별도로 보상 협상이 진행되어야 한다고 주장하였다. 샌프란시스코 강화조약으로 대부분의 나라는 전쟁 피해에 대해 배상청구권을 포기하게 되었으나 국회에서 조약 비준이 부결된 인도네시아, 배상청구권을 포기하지 않은 필리핀과 남베트남, 그리고 조약에 초대 받지 않은 중화인민공화국과 협상 문제가 남게되었다. 일본은 1955년부터 1959년에 걸쳐 미얀마, 인도네시아, 필리핀, 남베트남에 대해 보상을 하였다. 일본이 정식으로 침략 피해에 대해 배상한 것은 이 네 나라 뿐이다. 다른 나라에 대해서는 경제 원조를 하거나 무상 경제 협력을 하는 것으로 대신하였다. 한국에 대해서는 한일기본조약을 통해 경제원조를 하는 것으로 갈무리 하였다.

### 서명과 비준
참가한 51개국 중 48개국이 조약에 서명을 했다. 체코슬로바키아, 폴란드, 소련은 서명을 거부했다.
필리핀은 1956년 5월 배상금 협정에 서명을 한 후에 7월 16일에 〈샌프란시스코 조약〉을 비준했다. 인도네시아는 샌프란시스코 조약을 비준하지 않았다. 대신 1958년 1월 20일에 보상금과 평화 협정에 일본과 양자 서명을 했다. 별도의 조약인 타이페이 조약(공식적으로는 Sino-Japanese Peace Treaty)을 맺은 중화민국은 1952년 4월 28일에 서명을 했다.

## 내용
샌프란시스코 평화조약(대일강화조약)은 제2차 세계대전을 종식시키기 위해 일본과 연합국 48개국이 맺은 평화조약이다. 전문(前文), 제1장 평화상태의 회복(제1조), 제2장 영역(제2∼4조), 제3장 안전(제5∼6조), 제4장 정치 및 경제(제7∼13조), 제5장 청구권 및 재산(제14∼21조), 제6장 분쟁의 해결(제22조), 제7장 최종 조항(제23∼27조)으로 되어 있다.
그 중 중요한 것은 제3장의 안전조항으로서, 미·일안전보장조약의 체결을 위한 복선을 그어 놓은 것이다. 즉, 국제정치의 입장에서 일본을 반공진영에 편입시키는 성격을 띠었다. 이는 미국의 정치적 의도가 드러난 것으로, 미국이 이 회의를 주도하면서 상식선을 넘는 관대한 정책을 일본에 베풀었다는 지적이 있다.

## 연합국에 대한 보상과 포로

### 일본의 해외 자산 양도
조약 14항에 의거하여, 연합군은 중국을 제외(21항에서 별도로 다룸)하고, 점령국이나 식민지에 있던 모든 일본 정부와 기업, 기관, 개인이 소유한 모든 자산을 몰수했다. 중국은 만주와 내몽골에 있던 모든 일본 자산을 소유했으며, 여기에는 광산이나 철도와 같은 사회간접자본이 포함되어 있었다. 게다가 조약의 4항은 일본과 그 국가들, 그들이 영유권을 주장하던 모든 곳에서 재산을 박탈한다고 명기되어 있었다. 결과적으로 대한민국도 21항에 의한 권리를 부여받았다고, 간주되었다.
| 국가/지역   | 가치 (일본 엔)   | 가치 (미국 달러) |
| ----------- | ---------------- | ---------------- |
| 대한민국    | 70,256,000,000   | 4,683,700,000    |
| 대만        | 42,542,000,000   | 2,846,100,000    |
| 북동 중국   | 146,532,000,000  | 9,768,800,000    |
| 북중국      | 55,437,000,000   | 3,695,800,000    |
| 남중앙 중국 | 36,718,000,000   | 2,447,900,000    |
| 기타        | 28,014,000,000   | 1,867,600,000    |
| 전체        | ¥379,499,000,000 | $25,300,000,000  |

중국에 있었던 일본의 해외 자산은 1945년을 기준으로 미국 달러로 US$18,758,600,000에 이르렀다.

## 조약의 한계
이 조약은 미국과 영국의 의견 불일치로 인해 중화민국, 중화인민공화국의 참여가 배제되었다는 근본적인 결함이 있다. 양국의 의견이 좁혀지지 않아 결국 중화민국과 중화인민공화국은 모두 회의에 초청받지 못하였다. 소련은 참가했지만 조약에 서명하지는 않았다.
인도, 버마, 유고슬라비아가 초대를 받았음에도 참가하지 않았다.
여러 민족들이 국가가 없거나, 여러 국가로 분열되어(대한민국과 조선민주주의인민공화국 등) 초대 받지 못한 경우가 많다.
또한 샌프란시스코 강화 조약 제2장 제2항 a)에 독도가 포함되어 있지 않다는 이유로 일본은 독도가 일본의 영토라고 오늘날까지 주장하고 있다. 그러나 한국 정부는 이에 대하여 정면으로 반박하고 있으며, 본 조약에 대한민국의 300개의 도서 중 일부만 열거되어 있으며, 모두가 언급될 필요가 없다고 주장한다. 또한 일본 정부가 샌프란시스코 강화 조약을 일본 의회에 비준 요청 이후 발행한 일본영역참고도에서 울릉도의 부속 도서로 독도가 한국 영토로 확인되었다. 그러므로 샌프란시스코 조약을 근거로 한 일본의 주장은 타당하지 않다.

## 같이 보기
- 포츠담 회담